# Physetobasis mandarinaria
Physetobasis mandarinaria är en fjärilsart som beskrevs av John Henry Leech 1897. Physetobasis mandarinaria ingår i släktet Physetobasis och familjen mätare. Inga underarter finns listade i Catalogue of Life.